# I liga polska w koszykówce mężczyzn (2021/2022)
I liga polska w koszykówce mężczyzn 2021/2022 – 68. edycja drugiego poziomu rozgrywek koszykówki mężczyzn w Polsce, organizowana przez PZKosz. Triumfatorem rozgrywek zostały Rawlplug Sokół Łańcut.

## Sponsorzy
- Sponsor tytularny: Suzuki
- Sponsor: Bank Pekao
- Partnerzy: Aerowatch, Alcalia

## System rozgrywek
- Sezon zasadniczy: mecze odbywają się systemem kołowym. Kluby z miejsc 1-8 będą uczestniczyć w drugim etapie w rywalizacji o miejsca 1-8, kluby z miejsc 9-15 zakończą udział w rozgrywkach, natomiast kluby z miejsc 16-18 spadają do II ligi 2022/2023.
- Faza play-off: faza play-off odbędzie się w trzech etapach – ćwierćfinały, półfinały oraz rywalizacja o 3. miejsce i finał. Gospodarzem pierwszych dwóch meczów w danej rywalizacja jest klub, który zajął wyższe miejsce w tabeli sezonu zasadniczego.
  - Faza I (ćwierćfinały): mecze odbędą się w parach 1-8, 2-7, 3-6 oraz 4-5. Rywalizacja w parach będzie się toczyć do trzech zwycięstw.
  - Faza II (półfinały): mecze odbędą się w parach 1/8 – 4/5 oraz 2/7 – 3/6. Rywalizacja w parach będzie się toczyć do trzech zwycięstw. Zwycięzcy rywalizacji awansują do finału, natomiast przegrani będą grać w meczu o 3. miejsce.
  - Faza III:
    - o 3. miejsce: w rywalizacji zagrają kluby, które przegrały swoje rywalizacje w półfinale. Rywalizacja będzie się toczyć systemem mecz i rewanż. Zwycięzca rywalizacji zajmuje 3. miejsce w klasyfikacji końcowej.
    - Finał: w finale zagrają kluby, które wygrały swoje rywalizacje w półfinale. Rywalizacja będzie się toczyć do trzech zwycięstw. Zwycięzca rywalizacji awansuje do Polskiej Ligi Koszykówki 2022/2023[3].

## Kluby
| Uczestnicy poprzedniej edycji                                                                                 | Uczestnicy poprzedniej edycji    | Uczestnicy poprzedniej edycji | Uczestnicy poprzedniej edycji |
| --- | -------------------------------- | ----------------------------- | ----------------------------- |
| WAŁ | Górnik Trans.eu Wałbrzych        | 2                             |                               |
| ŁAŃ | Rawlplug Sokół Łańcut            | 3                             |                               |
| WKK | WKK Wrocław                      | 4                             |                               |
| TYC | GKS Tychy                        | 5                             |                               |
| KRO | Miasto Szkła Krosno              | 6                             |                               |
| OPO | Weegree AZS Politechnika Opolska | 7                             |                               |
| ZNI | Znicz Basket Pruszków            | 8                             |                               |
| WRO | TBS Śląsk II Wrocław             | 9                             |                               |
| ŁOW | KS Księżak Łowicz                | 10                            |                               |
| DZI | Dziki Warszawa                   | 11                            |                               |
| KOŁ | Sensation Kotwica Kołobrzeg      | 12                            |                               |
| PEL | Decka Pelplin                    | 13                            |                               |
| Spadek z Polskiej Ligi Koszykówki 2020/2021                                                                   |                                  |                               |                               |
| STG | SKS Starogard Gdański            | 16                            |                               |
| Awans z II ligi 2020/2021                                                                                     |                                  |                               |                               |
| KOS | MKKS Żak Koszalin                | 1 (A)                         |                               |
| LUB | AZS UMCS Start II Lublin         | 1 (B)                         |                               |
| KRA | AZS AGH Kraków                   | 1 (C)                         |                               |
| Oznaczenia: - kolumna pierwsza – skróty nazw drużyn, - kolumna trzecia – miejsce zajęte w poprzednim sezonie. |                                  |                               |                               |

## Sezon zasadniczy

### Tabela końcowa
awans do play-off
     spadek z ligi
| Lp. | Drużyna                          | M  | Mecze | Mecze | Punkty | Punkty | Punkty | Punkty   | Pkt |
| Lp. | Drużyna                          | M  | W     | P     | +      | -      | +/-    | Stosunek | Pkt |
| --- | -------------------------------- | -- | ----- | ----- | ------ | ------ | ------ | -------- | --- |
| 1.  | Rawlplug Sokół Łańcut            | 32 | 26    | 6     | 2808   | 2555   | +253   | 0.8125   | 58  |
| 2.  | Górnik Trans.eu Wałbrzych        | 32 | 23    | 9     | 2648   | 2439   | +209   | 0.7188   | 55  |
| 3.  | Sensation Kotwica Kołobrzeg      | 32 | 23    | 9     | 2690   | 2365   | +325   | 0.7188   | 55  |
| 4.  | Weegree AZS Politechnika Opolska | 32 | 20    | 12    | 2618   | 2462   | +156   | 0.6250   | 52  |
| 5.  | GKS Tychy                        | 32 | 19    | 13    | 2695   | 2607   | +88    | 0.5938   | 51  |
| 6.  | WKK Wrocław                      | 32 | 17    | 15    | 2603   | 2573   | +30    | 0.5313   | 49  |
| 7.  | AZS AGH Kraków                   | 32 | 17    | 15    | 2559   | 2529   | +30    | 0.5313   | 49  |
| 8.  | Dziki Warszawa                   | 33 | 17    | 15    | 2365   | 2251   | +114   | 0.5313   | 49  |
| 9.  | SKS Starogard Gdański            | 32 | 17    | 15    | 2557   | 2561   | -4     | 0.5313   | 49  |
| 10. | AZS UMCS Start II Lublin         | 32 | 16    | 16    | 2562   | 2647   | -85    | 0.5000   | 48  |
| 11. | Miasto Szkła Krosno              | 32 | 14    | 18    | 2518   | 2525   | -7     | 0.4375   | 46  |
| 12. | MKKS Żak Koszalin                | 32 | 14    | 18    | 2428   | 2507   | -79    | 0.4375   | 46  |
| 13. | TBS Śląsk II Wrocław             | 32 | 14    | 18    | 2686   | 2617   | +69    | 0.4375   | 46  |
| 14. | Decka Pelplin                    | 32 | 10    | 22    | 2318   | 2481   | -163   | 0.3125   | 42  |
| 15. | PGE Turów Zgorzelec              | 32 | 9     | 23    | 2421   | 2860   | -439   | 0.2813   | 41  |
| 16. | KS Księżak Łowicz                | 32 | 8     | 24    | 2647   | 2860   | -213   | 0.2500   | 40  |
| 17. | Znicz Basket Pruszków            | 32 | 8     | 24    | 2383   | 2667   | -284   | 0.2500   | 40  |

### Statystyki po sezonie zasadniczym

#### Liderzy statystyk indywidualnych według średniej
| Kategoria                  | Zawodnik          | Klub                  | Wynik  |
| -------------------------- | ----------------- | --------------------- | ------ |
| Punkty                     | Adrian Kordalski  | PGE Turów Zgorzelec   | 18,94  |
| Zbiórki                    | Darrell Harris    | MKKS Żak Koszalin     | 12,86  |
| Asysty                     | Marcin Nowakowski | Rawlplug Sokół Łańcut | 9,30   |
| Przechwyty                 | Piotr Wieloch     | GKS Tychy             | 2,00   |
| Bloki                      | Mateusz Kulis     | Decka Pelplin         | 1,63   |
| Straty                     | Filip Stryjewski  | SKS Starogard Gdański | 4,03   |
| Faule                      | Kacper Rojek      | AZS AGH Kraków        | 3,93   |
| Czas gry                   | Adrian Kordalski  | PGE Turów Zgorzelec   | 36:32  |
| Skuteczność z gry          | Daniel Dawdo      | KS Księżak Łowicz     | 65,00% |
| Skuteczność rzutów wolnych | Michał Jankowski  | KS Księżak Łowicz     | 92,40% |
| Skuteczność za 3           | Mateusz Stawiak   | PGE Turów Zgorzelec   | 45,20% |
| Eval                       | Darrell Harris    | MKKS Żak Koszalin     | 23,60  |

#### Liderzy statystyk drużynowych według średniej
| Kategoria                    | Klub                      | Wynik  |
| ---------------------------- | ------------------------- | ------ |
| Punkty                       | Rawlplug Sokół Łańcut     | 87,80  |
| Zbiórki                      | Górnik Trans.eu Wałbrzych | 43,94  |
| Asysty                       | Rawlplug Sokół Łańcut     | 22,00  |
| Przechwyty                   | AZS AGH Kraków            | 8,97   |
| Bloki                        | SKS Starogard Gdański     | 3,94   |
| Straty                       | Decka Pelplin             | 16,80  |
| Skuteczność z gry            | Rawlplug Sokół Łańcut     | 49,00% |
| Skuteczność z rzutów wolnych | GKS Tychy                 | 75,40% |
| Skuteczność za 3             | HydroTruck Radom          | 38,80% |

## Faza play-off
|  |             |                                  |             |                                  |   |          |                           |          |  |  |       |       |       |
|  | Ćwierćfinał | Ćwierćfinał                      | Ćwierćfinał |                                  |   | Półfinał | Półfinał                  | Półfinał |  |  | Finał | Finał | Finał |
|  | Ćwierćfinał | Ćwierćfinał                      | Ćwierćfinał |                                  |   | Półfinał | Półfinał                  | Półfinał |  |  | Finał | Finał | Finał |
|  |             |                                  |             |                                  |   |          |                           |          |  |  |       |       |       |
|  |             |                                  |             |                                  |   |          |                           |          |  |  |       |       |       |
|  | 1           | Rawlplug Sokół Łańcut            | 3           |                                  |   |          |                           |          |  |  |       |       |       |
|  | 1           | Rawlplug Sokół Łańcut            | 3           |                                  |   |          |                           |          |  |  |       |       |       |
|  | 8           | Dziki Warszawa                   | 2           |                                  |   |          |                           |          |  |  |       |       |       |
|  | 8           | Dziki Warszawa                   | 2           |                                  |   | 1        | Rawlplug Sokół Łańcut     | 3        |  |  |       |       |       |
|  |             |                                  |             |                                  |   | 1        | Rawlplug Sokół Łańcut     | 3        |  |  |       |       |       |
|  |             |                                  | 4           | Weegree AZS Politechnika Opolska | 0 |          |                           |          |  |  |       |       |       |
|  | 4           | Weegree AZS Politechnika Opolska | 4           | Weegree AZS Politechnika Opolska | 0 | 3        |                           |          |  |  |       |       |       |
|  | 4           | Weegree AZS Politechnika Opolska |             |                                  |   |          |                           |          |  |  |       |       |       |
|  | 5           | GKS Tychy                        | 2           |                                  |   |          |                           |          |  |  |       |       |       |
|  | 5           | GKS Tychy                        | 2           |                                  |   | 1        | Rawlplug Sokół Łańcut     | 3        |  |  |       |       |       |
|  |             |                                  |             |                                  |   |          |                           |          |  |  |       |       |       |
|  |             |                                  | 2           | Górnik Trans.eu Wałbrzych        | 2 |          |                           |          |  |  |       |       |       |
|  | 2           | Górnik Trans.eu Wałbrzych        | 2           | Górnik Trans.eu Wałbrzych        | 2 | 3        |                           |          |  |  |       |       |       |
|  | 2           | Górnik Trans.eu Wałbrzych        |             |                                  |   |          |                           |          |  |  |       |       |       |
|  | 7           | AZS AGH Kraków                   | 1           |                                  |   |          |                           |          |  |  |       |       |       |
|  | 7           | AZS AGH Kraków                   | 1           |                                  |   | 2        | Górnik Trans.eu Wałbrzych | 3        |  |  |       |       |       |
|  |             |                                  |             |                                  |   | 2        | Górnik Trans.eu Wałbrzych | 3        |  |  |       |       |       |
|  |             |                                  | 3           | Sensation Kotwica Kołobrzeg      | 2 |          |                           |          |  |  |       |       |       |
|  | 3           | Sensation Kotwica Kołobrzeg      | 3           | Sensation Kotwica Kołobrzeg      | 2 | 3        |                           |          |  |  |       |       |       |
|  | 3           | Sensation Kotwica Kołobrzeg      |             |                                  |   |          |                           |          |  |  |       |       |       |
|  | 6           | WKK Wrocław                      | 2           |                                  |   |          |                           |          |  |  |       |       |       |
|  | 6           | WKK Wrocław                      | 2           |                                  |   |          |                           |          |  |  |       |       |       |

o 3. miejsce
|  |              |                                  |         |
|  | o 3. miejsce |                                  |         |
|  |              |                                  |         |
|  |              |                                  |         |
|  |              |                                  |         |
|  | 4            | Weegree AZS Politechnika Opolska | 1 (129) |
|  | 4            | Weegree AZS Politechnika Opolska | 1 (129) |
|  | 3            | Sensation Kotwica Kołobrzeg      | 1 (134) |
|  | 3            | Sensation Kotwica Kołobrzeg      | 1 (134) |
|  |              |                                  |         |

### Ćwierćfinały
| 19 kwietnia 2022 18:00 | Raport | Rawlplug Sokół Łańcut 83 – 80 Dziki Warszawa     | Rawlplug Sokół Łańcut 83 – 80 Dziki Warszawa | Rawlplug Sokół Łańcut 83 – 80 Dziki Warszawa |  | Łańcut Sędziowie: Marek Czernek, Agata Maj, Jakub Adameczek |
| 19 kwietnia 2022 18:00 | Raport | Rezultaty w kwartach: 17–24, 26–15, 20–18, 20–23 |                                              |                                              |  | Łańcut Sędziowie: Marek Czernek, Agata Maj, Jakub Adameczek |
| 19 kwietnia 2022 18:00 | Raport | Pkt: Nowakowski 23 Zb: Wrona 12 As: Nowakowski 8 |                                              | Pkt: Pamuła 23 Zb: Szwed 7 As: Majewski 5    |  | Łańcut Sędziowie: Marek Czernek, Agata Maj, Jakub Adameczek |

| 20 kwietnia 2022 18:00 | Raport | Rawlplug Sokół Łańcut 64 – 76 Dziki Warszawa      | Rawlplug Sokół Łańcut 64 – 76 Dziki Warszawa | Rawlplug Sokół Łańcut 64 – 76 Dziki Warszawa    |  | Łańcut Sędziowie: Bogna Podkowińska, Michał Pogon, Mateusz Wawrzyński |
| 20 kwietnia 2022 18:00 | Raport | Rezultaty w kwartach: 16–22, 11–13, 23–18, 14–23  |                                              |                                                 |  | Łańcut Sędziowie: Bogna Podkowińska, Michał Pogon, Mateusz Wawrzyński |
| 20 kwietnia 2022 18:00 | Raport | Pkt: Nowakowski 14 Zb: Struski 9 As: Nowakowski 4 |                                              | Pkt: Kuźkow 24 Zb: Grochowski 13 As: Majewski 5 |  | Łańcut Sędziowie: Bogna Podkowińska, Michał Pogon, Mateusz Wawrzyński |

| 23 kwietnia 2022 15:00 | Raport | Dziki Warszawa 85 – 58 Rawlplug Sokół Łańcut        | Dziki Warszawa 85 – 58 Rawlplug Sokół Łańcut | Dziki Warszawa 85 – 58 Rawlplug Sokół Łańcut          |  | Warszawa Sędziowie: Marcin Gawron, Arkadiusz Wojna, Mateusz Wasielewski |
| 23 kwietnia 2022 15:00 | Raport | Rezultaty w kwartach: 27–15, 17–17, 15–15, 26–11    |                                              |                                                       |  | Warszawa Sędziowie: Marcin Gawron, Arkadiusz Wojna, Mateusz Wasielewski |
| 23 kwietnia 2022 15:00 | Raport | Pkt: Pamuła 14 Zb: K. Nowakowski 6 As: Grochowski 5 |                                              | Pkt: Wrona 13 Zb: M. Nowakowski 7 As: M. Nowakowski 8 |  | Warszawa Sędziowie: Marcin Gawron, Arkadiusz Wojna, Mateusz Wasielewski |

| 24 kwietnia 2022 20:00 | Raport | Dziki Warszawa 62 – 66 Rawlplug Sokół Łańcut            | Dziki Warszawa 62 – 66 Rawlplug Sokół Łańcut | Dziki Warszawa 62 – 66 Rawlplug Sokół Łańcut        |  | Warszawa Sędziowie: Jacek Dolski, Marcin Olejnik, Cezary Kurowski |
| 24 kwietnia 2022 20:00 | Raport | Rezultaty w kwartach: 18–25, 10–13, 16–14, 18–14        |                                              |                                                     |  | Warszawa Sędziowie: Jacek Dolski, Marcin Olejnik, Cezary Kurowski |
| 24 kwietnia 2022 20:00 | Raport | Pkt: Komenda 16 Zb: Szwed 13 As: Grochowski, Szwed po 4 |                                              | Pkt: Nowakowski 17 Zb: Struski 12 As: Nowakowski 11 |  | Warszawa Sędziowie: Jacek Dolski, Marcin Olejnik, Cezary Kurowski |

| 27 kwietnia 2022 18:00 | Raport | Rawlplug Sokół Łańcut 92 – 54 Dziki Warszawa        | Rawlplug Sokół Łańcut 92 – 54 Dziki Warszawa | Rawlplug Sokół Łańcut 92 – 54 Dziki Warszawa   |  | Łańcut Sędziowie: Jakub Adameczek, Mirosław Wysocki, Michał Pogon |
| 27 kwietnia 2022 18:00 | Raport | Rezultaty w kwartach: 22–9, 23–22, 27–13, 20–10     |                                              |                                                |  | Łańcut Sędziowie: Jakub Adameczek, Mirosław Wysocki, Michał Pogon |
| 27 kwietnia 2022 18:00 | Raport | Pkt: Szczypiński 27 Zb: Struski 10 As: Nowakowski 6 |                                              | Pkt: Kuźkow 13 Zb: Majewski 7 As: Grochowski 3 |  | Łańcut Sędziowie: Jakub Adameczek, Mirosław Wysocki, Michał Pogon |
| 27 kwietnia 2022 18:00 | Raport | Rawlplug Sokół Łańcut wygrywa serię 3–2             |                                              |                                                |  | Łańcut Sędziowie: Jakub Adameczek, Mirosław Wysocki, Michał Pogon |

| 19 kwietnia 2022 18:30 | Raport | Weegree AZS Politechnika Opolska 73 – 80 GKS Tychy                        | Weegree AZS Politechnika Opolska 73 – 80 GKS Tychy | Weegree AZS Politechnika Opolska 73 – 80 GKS Tychy |  | Opole Sędziowie: Paulina Gajdosz, Krystian Michalski, Mateusz Dukiel |
| 19 kwietnia 2022 18:30 | Raport | Rezultaty w kwartach: 19–16, 18–25, 22–22, 14–17                          |                                                    |                                                    |  | Opole Sędziowie: Paulina Gajdosz, Krystian Michalski, Mateusz Dukiel |
| 19 kwietnia 2022 18:30 | Raport | Pkt: Adam Kaczmarzyk (koszykarz)Kaczmarzyk 17 Zb: Kiwilsza 9 As: Krefft 7 |                                                    | Pkt: Wieloch 21 Zb: Krajewski 10 As: Krajewski 5   |  | Opole Sędziowie: Paulina Gajdosz, Krystian Michalski, Mateusz Dukiel |

| 20 kwietnia 2022 18:30 | Raport | Weegree AZS Politechnika Opolska 64 – 67 GKS Tychy | Weegree AZS Politechnika Opolska 64 – 67 GKS Tychy | Weegree AZS Politechnika Opolska 64 – 67 GKS Tychy |  | Opole Sędziowie: Tomasz Konopacki, Mirosław Wysocki, Mikołaj Kozubiński |
| 20 kwietnia 2022 18:30 | Raport | Rezultaty w kwartach: 23–10, 10–17, 14–20, 17–20   |                                                    |                                                    |  | Opole Sędziowie: Tomasz Konopacki, Mirosław Wysocki, Mikołaj Kozubiński |
| 20 kwietnia 2022 18:30 | Raport | Pkt: Kaczmarzyk 25 Zb: Kiwilsza 6 As: Rutkowski 6  |                                                    | Pkt: Koperski 22 Zb: Krajewski 9 As: Diduszko 4    |  | Opole Sędziowie: Tomasz Konopacki, Mirosław Wysocki, Mikołaj Kozubiński |

| 23 kwietnia 2022 18:00 | Raport | GKS Tychy 86 – 96 Weegree AZS Politechnika Opolska | GKS Tychy 86 – 96 Weegree AZS Politechnika Opolska | GKS Tychy 86 – 96 Weegree AZS Politechnika Opolska |  | Tychy Sędziowie: Michał Pogon, Mirosław Wysocki, Adam Krzemień |
| 23 kwietnia 2022 18:00 | Raport | Rezultaty w kwartach: 30–30, 21–16, 12–23, 23–27   |                                                    |                                                    |  | Tychy Sędziowie: Michał Pogon, Mirosław Wysocki, Adam Krzemień |
| 23 kwietnia 2022 18:00 | Raport | Pkt: Mąkowski 20 Zb: Krajewski 6 As: Wieloch 4     |                                                    | Pkt: Kobel 21 Zb: Kiwilsza 8 As: Kiwilsza 5        |  | Tychy Sędziowie: Michał Pogon, Mirosław Wysocki, Adam Krzemień |

| 24 kwietnia 2022 18:00 | Raport | GKS Tychy 74 – 85 Weegree AZS Politechnika Opolska | GKS Tychy 74 – 85 Weegree AZS Politechnika Opolska | GKS Tychy 74 – 85 Weegree AZS Politechnika Opolska |  | Tychy Sędziowie: Marcin Gawron, Agata Maj, Mateusz Kryśko |
| 24 kwietnia 2022 18:00 | Raport | Rezultaty w kwartach: 18–22, 18–23, 16–15, 22–25   |                                                    |                                                    |  | Tychy Sędziowie: Marcin Gawron, Agata Maj, Mateusz Kryśko |
| 24 kwietnia 2022 18:00 | Raport | Pkt: Trubacz 21 Zb: Tyszka 8 As: Wieloch 5         |                                                    | Pkt: Kiwilsza 18 Zb: Kiwilsza 6 As: Rutkowski 8    |  | Tychy Sędziowie: Marcin Gawron, Agata Maj, Mateusz Kryśko |

| 27 kwietnia 2022 18:00 | Raport | Weegree AZS Politechnika Opolska 86 – 78 GKS Tychy                         | Weegree AZS Politechnika Opolska 86 – 78 GKS Tychy | Weegree AZS Politechnika Opolska 86 – 78 GKS Tychy |  | Opole Sędziowie: Paweł Pacek, Marcin Gawron, Adam Krzemień |
| 27 kwietnia 2022 18:00 | Raport | Rezultaty w kwartach: 24–16, 9–19, 24–22, 29–21                            |                                                    |                                                    |  | Opole Sędziowie: Paweł Pacek, Marcin Gawron, Adam Krzemień |
| 27 kwietnia 2022 18:00 | Raport | Pkt: Kaczmarzyk 21 Zb: Adam Kaczmarzyk (koszykarz)Kaczmarzyk 9 As: Kobel 7 |                                                    | Pkt: Krajewski 17 Zb: Krajewski 10 As: Wieloch 8   |  | Opole Sędziowie: Paweł Pacek, Marcin Gawron, Adam Krzemień |
| 27 kwietnia 2022 18:00 | Raport | Weegree AZS Politechnika Opolska wygrywa serię 3–2                         |                                                    |                                                    |  | Opole Sędziowie: Paweł Pacek, Marcin Gawron, Adam Krzemień |

| 19 kwietnia 2022 19:30 | Raport | Górnik Trans.eu Wałbrzych 85 – 92 AZS AGH Kraków | Górnik Trans.eu Wałbrzych 85 – 92 AZS AGH Kraków | Górnik Trans.eu Wałbrzych 85 – 92 AZS AGH Kraków |  | Wałbrzych Sędziowie: Adam Krzemień, Marcin Olejnik, Karol Jaroński |
| 19 kwietnia 2022 19:30 | Raport | Rezultaty w kwartach: 16–26, 23–20, 26–20, 20–26 |                                                  |                                                  |  | Wałbrzych Sędziowie: Adam Krzemień, Marcin Olejnik, Karol Jaroński |
| 19 kwietnia 2022 19:30 | Raport | Pkt: Durski 19 Zb: Pabian 10 As: Zywert 6        |                                                  | Pkt: Pawlak 23 Zb: Fraś 11 As: Wydra 8           |  | Wałbrzych Sędziowie: Adam Krzemień, Marcin Olejnik, Karol Jaroński |

| 20 kwietnia 2022 19:00 | Raport | Górnik Trans.eu Wałbrzych 77 – 67 AZS AGH Kraków            | Górnik Trans.eu Wałbrzych 77 – 67 AZS AGH Kraków | Górnik Trans.eu Wałbrzych 77 – 67 AZS AGH Kraków |  | Wałbrzych Sędziowie: Damian Kuziora, Krzysztof Krajewski, Grzegorz Łata |
| 20 kwietnia 2022 19:00 | Raport | Rezultaty w kwartach: 17–13, 24–15, 17–23, 19–16            |                                                  |                                                  |  | Wałbrzych Sędziowie: Damian Kuziora, Krzysztof Krajewski, Grzegorz Łata |
| 20 kwietnia 2022 19:00 | Raport | Pkt: Dymała, Niedźwiedzki po 16 Zb: Pabian 13 As: Zywert 10 |                                                  | Pkt: Fraś 20 Zb: Dyrda 10 As: Wydra 7            |  | Wałbrzych Sędziowie: Damian Kuziora, Krzysztof Krajewski, Grzegorz Łata |

| 23 kwietnia 2022 18:00 | Raport | AZS AGH Kraków 75 – 91 Górnik Trans.eu Wałbrzych | AZS AGH Kraków 75 – 91 Górnik Trans.eu Wałbrzych | AZS AGH Kraków 75 – 91 Górnik Trans.eu Wałbrzych |  | Kraków Sędziowie: Bogna Podkowińska, Paweł Pacek, Mateusz Wawrzyński |
| 23 kwietnia 2022 18:00 | Raport | Rezultaty w kwartach: 16–30, 16–22, 15–25, 28–14 |                                                  |                                                  |  | Kraków Sędziowie: Bogna Podkowińska, Paweł Pacek, Mateusz Wawrzyński |
| 23 kwietnia 2022 18:00 | Raport | Pkt: Fraś 18 Zb: Fraś 9 As: Wydra 4              |                                                  | Pkt: Pabian 22 Zb: Dymała 12 As: Zywert 14       |  | Kraków Sędziowie: Bogna Podkowińska, Paweł Pacek, Mateusz Wawrzyński |

| 24 kwietnia 2022 18:00 | Raport | AZS AGH Kraków 66 – 94 Górnik Trans.eu Wałbrzych    | AZS AGH Kraków 66 – 94 Górnik Trans.eu Wałbrzych | AZS AGH Kraków 66 – 94 Górnik Trans.eu Wałbrzych |  | Kraków Sędziowie: Mirosław Wysocki, Mateusz Dukiel, Mikołaj Kozubiński |
| 24 kwietnia 2022 18:00 | Raport | Rezultaty w kwartach: 12–34, 15–29, 20–17, 19–14    |                                                  |                                                  |  | Kraków Sędziowie: Mirosław Wysocki, Mateusz Dukiel, Mikołaj Kozubiński |
| 24 kwietnia 2022 18:00 | Raport | Pkt: Zmarlak 16 Zb: Fraś 12 As: Wydra, Zmarlak po 3 |                                                  | Pkt: Pabian 17 Zb: Niedźwiedzki 9 As: Dymała 8   |  | Kraków Sędziowie: Mirosław Wysocki, Mateusz Dukiel, Mikołaj Kozubiński |
| 24 kwietnia 2022 18:00 | Raport | Górnik Trans.eu Wałbrzych wygrywa serię 3–1         |                                                  |                                                  |  | Kraków Sędziowie: Mirosław Wysocki, Mateusz Dukiel, Mikołaj Kozubiński |

| 19 kwietnia 2022 19:00 | Raport | Sensation Kotwica Kołobrzeg 65 – 66 WKK Wrocław | Sensation Kotwica Kołobrzeg 65 – 66 WKK Wrocław | Sensation Kotwica Kołobrzeg 65 – 66 WKK Wrocław |  | Kołobrzeg Sędziowie: Marcin Gawron, Jacek Dolski, Cezary Kurowski |
| 19 kwietnia 2022 19:00 | Raport | Rezultaty w kwartach: 12–9, 20–15, 18–18, 15–20 |                                                 |                                                 |  | Kołobrzeg Sędziowie: Marcin Gawron, Jacek Dolski, Cezary Kurowski |
| 19 kwietnia 2022 19:00 | Raport | Pkt: Nelson 14 Zb: Kurpisz 13 As: Śmigielski 5  |                                                 | Pkt: Koelner 17 Zb: Ochońko 6 As: Ochońko 5     |  | Kołobrzeg Sędziowie: Marcin Gawron, Jacek Dolski, Cezary Kurowski |

| 20 kwietnia 2022 19:00 | Raport | Sensation Kotwica Kołobrzeg 82 – 49 WKK Wrocław        | Sensation Kotwica Kołobrzeg 82 – 49 WKK Wrocław | Sensation Kotwica Kołobrzeg 82 – 49 WKK Wrocław                  |  | Kołobrzeg Sędziowie: Paweł Pacek, Mateusz Kryśko, Marek Ulewiński |
| 20 kwietnia 2022 19:00 | Raport | Rezultaty w kwartach: 15–15, 24–13, 23–11, 20–10       |                                                 |                                                                  |  | Kołobrzeg Sędziowie: Paweł Pacek, Mateusz Kryśko, Marek Ulewiński |
| 20 kwietnia 2022 19:00 | Raport | Pkt: Nelson, Pieloch po 16 Zb: Kurpisz 13 As: Nelson 5 |                                                 | Pkt: Madray, Ochońko po 10 Zb: Madray 7 As: Patoka, Prostak po 2 |  | Kołobrzeg Sędziowie: Paweł Pacek, Mateusz Kryśko, Marek Ulewiński |

| 23 kwietnia 2022 18:00 | Raport | WKK Wrocław 60 – 82 Sensation Kotwica Kołobrzeg  | WKK Wrocław 60 – 82 Sensation Kotwica Kołobrzeg | WKK Wrocław 60 – 82 Sensation Kotwica Kołobrzeg |  | Wrocław Sędziowie: Tomasz Konopacki, Jakub Adameczek, Damian Wiaderny |
| 23 kwietnia 2022 18:00 | Raport | Rezultaty w kwartach: 16–22, 12–21, 22–19, 10–20 |                                                 |                                                 |  | Wrocław Sędziowie: Tomasz Konopacki, Jakub Adameczek, Damian Wiaderny |
| 23 kwietnia 2022 18:00 | Raport | Pkt: Patoka 15 Zb: Ochońko 8 As: Patoka 5        |                                                 | Pkt: Nelson 18 Zb: Kowalenko 10 As: Nelson 5    |  | Wrocław Sędziowie: Tomasz Konopacki, Jakub Adameczek, Damian Wiaderny |

| 24 kwietnia 2022 18:00 | Raport | WKK Wrocław 79 – 67 Sensation Kotwica Kołobrzeg | WKK Wrocław 79 – 67 Sensation Kotwica Kołobrzeg | WKK Wrocław 79 – 67 Sensation Kotwica Kołobrzeg |  | Wrocław Sędziowie: Damian Kuziora, Marek Czernek, Krzysztof Krajewski |
| 24 kwietnia 2022 18:00 | Raport | Rezultaty w kwartach: 26–27, 13–12, 24–20, 16–8 |                                                 |                                                 |  | Wrocław Sędziowie: Damian Kuziora, Marek Czernek, Krzysztof Krajewski |
| 24 kwietnia 2022 18:00 | Raport | Pkt: Wilczek 16 Zb: Patoka 13 As: Patoka 10     |                                                 | Pkt: Kowalenko 23 Zb: Pieloch 6 As: Nelson 8    |  | Wrocław Sędziowie: Damian Kuziora, Marek Czernek, Krzysztof Krajewski |

| 27 kwietnia 2022 19:00 | Raport | Sensation Kotwica Kołobrzeg 84 – 67 WKK Wrocław  | Sensation Kotwica Kołobrzeg 84 – 67 WKK Wrocław | Sensation Kotwica Kołobrzeg 84 – 67 WKK Wrocław |  | Kołobrzeg Sędziowie: Tomasz Konopacki, Bogna Podkowińska, Krzysztof Krajewski |
| 27 kwietnia 2022 19:00 | Raport | Rezultaty w kwartach: 25–14, 14–25, 20–15, 25–13 |                                                 |                                                 |  | Kołobrzeg Sędziowie: Tomasz Konopacki, Bogna Podkowińska, Krzysztof Krajewski |
| 27 kwietnia 2022 19:00 | Raport | Pkt: Kurpisz 22 Zb: Kowalenko 11 As: Nelson 8    |                                                 | Pkt: Madray 20 Zb: Patoka 11 As: Koelner 4      |  | Kołobrzeg Sędziowie: Tomasz Konopacki, Bogna Podkowińska, Krzysztof Krajewski |
| 27 kwietnia 2022 19:00 | Raport | Sensation Kotwica Kołobrzeg wygrywa serię 3–2    |                                                 |                                                 |  | Kołobrzeg Sędziowie: Tomasz Konopacki, Bogna Podkowińska, Krzysztof Krajewski |

### Półfinały
| 30 kwietnia 2022 17:30 | Raport | Rawlplug Sokół Łańcut 67 – 63 Weegree AZS Politechnika Opolska | Rawlplug Sokół Łańcut 67 – 63 Weegree AZS Politechnika Opolska | Rawlplug Sokół Łańcut 67 – 63 Weegree AZS Politechnika Opolska             |  | Łańcut Sędziowie: Paweł Pacek, Bogna Podkowińska, Mateusz Wawrzyński |
| 30 kwietnia 2022 17:30 | Raport | Rezultaty w kwartach: 19–18, 13–15, 20–10, 15–20               |                                                                |                                                                            |  | Łańcut Sędziowie: Paweł Pacek, Bogna Podkowińska, Mateusz Wawrzyński |
| 30 kwietnia 2022 17:30 | Raport | Pkt: Wrona 16 Zb: Struski, Wrona po 10 As: Nowakowski 9        |                                                                | Pkt: Kaczmarzyk, Rutkowski po 14 Zb: Kiwilsza 11 As: Kobel, Rutkowski po 3 |  | Łańcut Sędziowie: Paweł Pacek, Bogna Podkowińska, Mateusz Wawrzyński |

| 1 maja 2022 17:30 | Raport | Rawlplug Sokół Łańcut 86 – 76 Weegree AZS Politechnika Opolska | Rawlplug Sokół Łańcut 86 – 76 Weegree AZS Politechnika Opolska | Rawlplug Sokół Łańcut 86 – 76 Weegree AZS Politechnika Opolska |  | Łańcut Sędziowie: Jakub Adameczek, Mirosław Wysocki, Michał Pogon |
| 1 maja 2022 17:30 | Raport | Rezultaty w kwartach: 18–24, 25–16, 24–20, 19–16               |                                                                |                                                                |  | Łańcut Sędziowie: Jakub Adameczek, Mirosław Wysocki, Michał Pogon |
| 1 maja 2022 17:30 | Raport | Pkt: Struski 21 Zb: Struski 11 As: Nowakowski 6                |                                                                | Pkt: Rutkowski 22 Zb: Kiwilsza, Kobel po 4 As: Kiwilsza 4      |  | Łańcut Sędziowie: Jakub Adameczek, Mirosław Wysocki, Michał Pogon |

| 7 maja 2022 18:00 | Raport | Weegree AZS Politechnika Opolska 87 – 93 Rawlplug Sokół Łańcut | Weegree AZS Politechnika Opolska 87 – 93 Rawlplug Sokół Łańcut | Weegree AZS Politechnika Opolska 87 – 93 Rawlplug Sokół Łańcut |  | Opole Sędziowie: Paulina Gajdosz, Adam Krzemień, Mateusz Dukiel |
| 7 maja 2022 18:00 | Raport | Rezultaty w kwartach: 16–21, 35–29, 16–18, 20–25               |                                                                |                                                                |  | Opole Sędziowie: Paulina Gajdosz, Adam Krzemień, Mateusz Dukiel |
| 7 maja 2022 18:00 | Raport | Pkt: Kiwilsza 20 Zb: Kaczmarzyk, Kiwilsza po 9 As: Kobel 10    |                                                                | Pkt: Wrona 23 Zb: Struski 12 As: Nowakowski 11                 |  | Opole Sędziowie: Paulina Gajdosz, Adam Krzemień, Mateusz Dukiel |
| 7 maja 2022 18:00 | Raport | Rawlplug Sokół Łańcut wygrywa serię 3–2                        |                                                                |                                                                |  | Opole Sędziowie: Paulina Gajdosz, Adam Krzemień, Mateusz Dukiel |

| 30 kwietnia 2022 17:30 | Raport | Górnik Trans.eu Wałbrzych 80 – 69 Sensation Kotwica Kołobrzeg | Górnik Trans.eu Wałbrzych 80 – 69 Sensation Kotwica Kołobrzeg | Górnik Trans.eu Wałbrzych 80 – 69 Sensation Kotwica Kołobrzeg |  | Wałbrzych Sędziowie: Jacek Dolski, Marcin Gawron, Adam Krzemień |
| 30 kwietnia 2022 17:30 | Raport | Rezultaty w kwartach: 19–28, 17–16, 20–13, 24–12              |                                                               |                                                               |  | Wałbrzych Sędziowie: Jacek Dolski, Marcin Gawron, Adam Krzemień |
| 30 kwietnia 2022 17:30 | Raport | Pkt: Jakóbczyk 15 Zb: Niedźwiedzki 9 As: Zywert 6             |                                                               | Pkt: Śmigielski 17 Zb: Kurpisz 14 As: Nelson 7                |  | Wałbrzych Sędziowie: Jacek Dolski, Marcin Gawron, Adam Krzemień |

| 1 maja 2022 17:30 | Raport | Górnik Trans.eu Wałbrzych 101 – 98 Sensation Kotwica Kołobrzeg | Górnik Trans.eu Wałbrzych 101 – 98 Sensation Kotwica Kołobrzeg | Górnik Trans.eu Wałbrzych 101 – 98 Sensation Kotwica Kołobrzeg | OT | Wałbrzych Sędziowie: Damian Kuziora, Krzysztof Krajewski, Arkadiusz Wojna |
| 1 maja 2022 17:30 | Raport | Rezultaty w kwartach: 21–21, 19–22, 19–21, 22–17 OT: 9–9, 11–8 |                                                                |                                                                | OT | Wałbrzych Sędziowie: Damian Kuziora, Krzysztof Krajewski, Arkadiusz Wojna |
| 1 maja 2022 17:30 | Raport | Pkt: Dymała 25 Zb: Zywert 12 As: Zywert 9                      |                                                                | Pkt: Pieloch 30 Zb: Kurpisz 13 As: Nelson 7                    | OT | Wałbrzych Sędziowie: Damian Kuziora, Krzysztof Krajewski, Arkadiusz Wojna |

| 7 maja 2022 18:00 | Raport | Sensation Kotwica Kołobrzeg 102 – 99 Górnik Trans.eu Wałbrzych | Sensation Kotwica Kołobrzeg 102 – 99 Górnik Trans.eu Wałbrzych | Sensation Kotwica Kołobrzeg 102 – 99 Górnik Trans.eu Wałbrzych | OT | Kołobrzeg Sędziowie: Tomasz Konopacki, Bogna Podkowińska, Mikołaj Kozubiński |
| 7 maja 2022 18:00 | Raport | Rezultaty w kwartach: 21–28, 23–21, 28–13, 9–19 OT: 6–6, 15–12 |                                                                |                                                                | OT | Kołobrzeg Sędziowie: Tomasz Konopacki, Bogna Podkowińska, Mikołaj Kozubiński |
| 7 maja 2022 18:00 | Raport | Pkt: Nelson 25 Zb: Kurpisz 13 As: Nelson 6                     |                                                                | Pkt: Dymała 26 Zb: Cechniak, Dymała po 11 As: Dymała 7         | OT | Kołobrzeg Sędziowie: Tomasz Konopacki, Bogna Podkowińska, Mikołaj Kozubiński |

| 8 maja 2022 18:00 | Raport | Sensation Kotwica Kołobrzeg 79 – 71 Górnik Trans.eu Wałbrzych | Sensation Kotwica Kołobrzeg 79 – 71 Górnik Trans.eu Wałbrzych | Sensation Kotwica Kołobrzeg 79 – 71 Górnik Trans.eu Wałbrzych |  | Kołobrzeg Sędziowie: Paweł Pacek, Jakub Adameczek, Krystian Michalski |
| 8 maja 2022 18:00 | Raport | Rezultaty w kwartach: 25–20, 14–12, 18–22, 22–17              |                                                               |                                                               |  | Kołobrzeg Sędziowie: Paweł Pacek, Jakub Adameczek, Krystian Michalski |
| 8 maja 2022 18:00 | Raport | Pkt: Długosz 16 Zb: Długosz 12 As: Nelson 6                   |                                                               | Pkt: Niedźwiedzki 19 Zb: Niedźwiedzki 12 As: Malesa 4         |  | Kołobrzeg Sędziowie: Paweł Pacek, Jakub Adameczek, Krystian Michalski |

| 11 maja 2022 18:00 | Raport | Górnik Trans.eu Wałbrzych 95 – 92 Sensation Kotwica Kołobrzeg | Górnik Trans.eu Wałbrzych 95 – 92 Sensation Kotwica Kołobrzeg | Górnik Trans.eu Wałbrzych 95 – 92 Sensation Kotwica Kołobrzeg |  | Wałbrzych Sędziowie: Damian Kuziora, Krzysztof Krajewski, Mateusz Wawrzyński |
| 11 maja 2022 18:00 | Raport | Rezultaty w kwartach: 20–23, 19–20, 32–20, 24–29              |                                                               |                                                               |  | Wałbrzych Sędziowie: Damian Kuziora, Krzysztof Krajewski, Mateusz Wawrzyński |
| 11 maja 2022 18:00 | Raport | Pkt: Dymała 19 Zb: Malesa 10 As: Zywert 10                    |                                                               | Pkt: Nelson 27 Zb: Itrich 7 As: Śmigielski 10                 |  | Wałbrzych Sędziowie: Damian Kuziora, Krzysztof Krajewski, Mateusz Wawrzyński |
| 11 maja 2022 18:00 | Raport | Górnik Trans.eu Zamek Książ Wałbrzych wygrywa serię 3–2       |                                                               |                                                               |  | Wałbrzych Sędziowie: Damian Kuziora, Krzysztof Krajewski, Mateusz Wawrzyński |

### O 3. miejsce
| 14 maja 2022 18:00 | Raport | Weegree AZS Politechnika Opolska 66 – 65 Sensation Kotwica Kołobrzeg | Weegree AZS Politechnika Opolska 66 – 65 Sensation Kotwica Kołobrzeg | Weegree AZS Politechnika Opolska 66 – 65 Sensation Kotwica Kołobrzeg |  | Opole Sędziowie: Damian Kuziora, Adam Krzemień, Michał Pogon |
| 14 maja 2022 18:00 | Raport | Rezultaty w kwartach: 20–12, 14–25, 17–15, 15–13                     |                                                                      |                                                                      |  | Opole Sędziowie: Damian Kuziora, Adam Krzemień, Michał Pogon |
| 14 maja 2022 18:00 | Raport | Pkt: Kobel 14 Zb: Rutkowski 7 As: Skiba 7                            |                                                                      | Pkt: Pieloch, Śmigielski 13 Zb: Kurpisz 9 As: Śmigielski 6           |  | Opole Sędziowie: Damian Kuziora, Adam Krzemień, Michał Pogon |

| 18 maja 2022 18:00 | Raport | Sensation Kotwica Kołobrzeg 69 – 63 Weegree AZS Politechnika Opolska     | Sensation Kotwica Kołobrzeg 69 – 63 Weegree AZS Politechnika Opolska | Sensation Kotwica Kołobrzeg 69 – 63 Weegree AZS Politechnika Opolska |  | Kołobrzeg Sędziowie: Jacek Dolski, Mirosław Wysocki, Mateusz Dukiel |
| 18 maja 2022 18:00 | Raport | Rezultaty w kwartach: 23–15, 14–11, 13–22, 19–15                         |                                                                      |                                                                      |  | Kołobrzeg Sędziowie: Jacek Dolski, Mirosław Wysocki, Mateusz Dukiel |
| 18 maja 2022 18:00 | Raport | Pkt: Kurpisz 18 Zb: Kurpisz 14 As: Śmigielski 7                          |                                                                      | Pkt: Kaczmarzyk 14 Zb: Krefft 10 As: Kobel, Krefft po 3              |  | Kołobrzeg Sędziowie: Jacek Dolski, Mirosław Wysocki, Mateusz Dukiel |
| 18 maja 2022 18:00 | Raport | Sensation Kotwica Kołobrzeg wygrywa dwumecz i zajmuje 3. miejsce w lidze |                                                                      |                                                                      |  | Kołobrzeg Sędziowie: Jacek Dolski, Mirosław Wysocki, Mateusz Dukiel |

### Finał
| 14 maja 2022 17:30 | Raport | Rawlplug Sokół Łańcut 114 – 77 Górnik Trans.eu Wałbrzych | Rawlplug Sokół Łańcut 114 – 77 Górnik Trans.eu Wałbrzych | Rawlplug Sokół Łańcut 114 – 77 Górnik Trans.eu Wałbrzych |  | Łańcut Sędziowie: Marcin Gawron, Bogna Podkowińska, Jakub Adameczek |
| 14 maja 2022 17:30 | Raport | Rezultaty w kwartach: 21–21, 23–17, 33–22, 37–17         |                                                          |                                                          |  | Łańcut Sędziowie: Marcin Gawron, Bogna Podkowińska, Jakub Adameczek |
| 14 maja 2022 17:30 | Raport | Pkt: Struski 21 Zb: Struski 11 As: Nowakowski 9          |                                                          | Pkt: Pabian 26 Zb: Durski 7 As: Niedźwiedzki 5           |  | Łańcut Sędziowie: Marcin Gawron, Bogna Podkowińska, Jakub Adameczek |

| 15 maja 2022 17:30 | Raport | Rawlplug Sokół Łańcut 78 – 88 Górnik Trans.eu Wałbrzych | Rawlplug Sokół Łańcut 78 – 88 Górnik Trans.eu Wałbrzych | Rawlplug Sokół Łańcut 78 – 88 Górnik Trans.eu Wałbrzych |  | Łańcut Sędziowie: Paweł Pacek, Krzysztof Krajewski, Mateusz Wawrzyński |
| 15 maja 2022 17:30 | Raport | Rezultaty w kwartach: 20–27, 16–26, 15–19, 27–16        |                                                         |                                                         |  | Łańcut Sędziowie: Paweł Pacek, Krzysztof Krajewski, Mateusz Wawrzyński |
| 15 maja 2022 17:30 | Raport | Pkt: Załucki 14 Zb: Struski 15 As: Nowakowski 8         |                                                         | Pkt: Malesa 22 Zb: Dymała 7 As: Zywert 7                |  | Łańcut Sędziowie: Paweł Pacek, Krzysztof Krajewski, Mateusz Wawrzyński |

| 21 maja 2022 18:00 | Raport | Górnik Trans.eu Wałbrzych 73 – 75 Rawlplug Sokół Łańcut | Górnik Trans.eu Wałbrzych 73 – 75 Rawlplug Sokół Łańcut | Górnik Trans.eu Wałbrzych 73 – 75 Rawlplug Sokół Łańcut |  | Wałbrzych Sędziowie: Tomasz Konopacki, Paulina Gajdosz, Mikołaj Kozubiński |
| 21 maja 2022 18:00 | Raport | Rezultaty w kwartach: 20–21, 11–23, 27–17, 15–14        |                                                         |                                                         |  | Wałbrzych Sędziowie: Tomasz Konopacki, Paulina Gajdosz, Mikołaj Kozubiński |
| 21 maja 2022 18:00 | Raport | Pkt: Dymała 16 Zb: Zywert 8 As: Zywert 5                |                                                         | Pkt: Nowakowski 15 Zb: Struski 9 As: Nowakowski 9       |  | Wałbrzych Sędziowie: Tomasz Konopacki, Paulina Gajdosz, Mikołaj Kozubiński |

| 22 maja 2022 18:00 | Raport | Górnik Trans.eu Wałbrzych 86 – 94 Rawlplug Sokół Łańcut                                  | Górnik Trans.eu Wałbrzych 86 – 94 Rawlplug Sokół Łańcut | Górnik Trans.eu Wałbrzych 86 – 94 Rawlplug Sokół Łańcut |  | Wałbrzych Sędziowie: Jacek Dolski, Mateusz Wawrzyński, Adam Krzemień |
| 22 maja 2022 18:00 | Raport | Rezultaty w kwartach: 18–27, 27–23, 23–23, 18–21                                         |                                                         |                                                         |  | Wałbrzych Sędziowie: Jacek Dolski, Mateusz Wawrzyński, Adam Krzemień |
| 22 maja 2022 18:00 | Raport | Pkt: Jakóbczyk 29 Zb: Dymała, Niedźwiedzki po 8 As: Niedźwiedzki, Zywert po 4            |                                                         | Pkt: Szczypiński 23 Zb: Wrona 10 As: Nowakowski 13      |  | Wałbrzych Sędziowie: Jacek Dolski, Mateusz Wawrzyński, Adam Krzemień |
| 22 maja 2022 18:00 | Raport | Rawlplug Sokół Łańcut wygrywa serię 3–1 i awansuje do Polskiej Ligi Koszykówki 2022/2023 |                                                         |                                                         |  | Wałbrzych Sędziowie: Jacek Dolski, Mateusz Wawrzyński, Adam Krzemień |

## Klasyfikacja końcowa
| Lp. | Klub                             |
| --- | -------------------------------- |
|     | Rawlplug Sokół Łańcut            |
|     | Górnik Trans.eu Wałbrzych        |
|     | Sensation Kotwica Kołobrzeg      |
| 4.  | Weegree AZS Politechnika Opolska |
| 5.  | GKS Tychy                        |
| 6.  | WKK Wrocław                      |
| 7.  | AZS AGH Kraków                   |
| 8.  | Dziki Warszawa                   |
| 9.  | SKS Starogard Gdański            |
| 10. | AZS UMCS Start II Lublin         |
| 11. | Miasto Szkła Krosno              |
| 12. | MKKS Żak Koszalin                |
| 13. | TBS Śląsk II Wrocław             |
| 14. | Decka Pelplin                    |
| 15. | PGE Turów Zgorzelec              |
| 16. | KS Księżak Łowicz                |
| 17. | Znicz Basket Pruszków            |